# Johannes Steenstrup
Johannes Christoffer Hagemann Reinhardt Steenstrup (né le 5 décembre 1844 à Sorø, mort le 3 août 1935 à Frederiksberg) est un historien danois.
Il est professeur à l'Université de Copenhague et membre de l'Académie des inscriptions et belles-lettres de France.

## Biographie
Johannes Steenstrup est le fils de Japetus Steenstrup.
Il est diplômé de l'école métropolitaine en 1863. Influencé par les intérêts variés de son foyer, il s'est immédiatement mis à l'histoire ancienne islandaise et danoise, mais a choisi le droit comme matière principale. En 1869, Steenstrup devient licencié en droit et assistant au secrétariat de l'Overformyndery, mais il poursuit ses études, faisant notamment des recherches sur la paysannerie danoise aux XVIe et XVIIe siècles, et bientôt aussi sur la culture médiévale, notamment le Jordebog du roi Valdemar. De 1873 à 1875, Steenstrup a pu étudier à l'étranger, d'abord à Stockholm et à Uppsala, puis surtout à Londres, Paris, Rome et Munich. Les études normandes qu'il avait commencées ont été approfondies par un séjour à Paris et en Normandie en 1877, parrainé par la Société des sciences. Steenstrup a également beaucoup voyagé par la suite, souvent à pied, car il était passionné par toutes sortes de sports. Steenstrup a également travaillé au secrétariat de la Société des sciences, et a bénéficié en même temps de la bourse Smith (issue de la bourse J.L. Smith).
En 1882, il obtient un doctorat en droit et le 23 septembre de la même année, il devient Professor Rostgardianus à l'université de Copenhague. Le 31 janvier 1917, il prend sa retraite, mais continue à publier de nouveaux traités jusqu'à sa mort. En tant que professeur d'université, Steenstrup mettait l'accent sur les exercices écrits et oraux avec les étudiants parallèlement aux cours magistraux (qui présentaient souvent des sections longitudinales des principaux développements), et il prenait une part importante à l'administration. Dès 1886, il est élu membre du conseil de l'université, en 1899-1900 il est recteur de l'université, et il occupe plusieurs postes académiques. En 1882, Steenstrup devient membre de la Société royale danoise pour l'histoire de la patrie et de la Société des sciences, et en 1883, membre du conseil d'administration de l'Association historique danoise (1897-1919, président). Il a également été membre de nombreuses commissions, dont la Commission Arnamagnæan à partir de 1882 et la Commission des noms créée par le ministère de la Justice en 1898 (à ce titre, il est co-auteur de Dansk Navneskik), et membre de plusieurs sociétés savantes étrangères. Il a été nommé docteur honoraire en philosophie par l'université de Lund en 1900 ; en 1932, il est devenu docteur honoraire de l'université de Caen.
Il représente le Danemark aux fêtes du millénaire normand à Rouen en 1911.

## Distinctions
- Grand-croix de l'ordre de Dannebrog